# Jan Wolf-Watz
Jan Wolf-Watz, född 22 december 1945 i Vännäs, är en svensk musikpedagog, kulturadministratör och författare. 
Wolf-Watz har undervisat på Kapellsbergs musikskola, arbetat som musikradioproducent och varit orkesterchef för Sundsvalls Kammarorkester (numera Nordiska Kammarorkestern). Han blev år 2000 kulturkonsulent vid Länsbiblioteket och Landstinget Västernorrland. Han var chef för Sambiblioteket i Härnösand 2002–2007 och biblioteks- och kulturchef i Härnösands kommun 2007–2011. 
Han är även poet och romanförfattare samt har för Sveriges Radio producerat ett antal barnsagor om Jätten i Råberget. Delar av hans poesi har tonsatts av Peter Lyne.

## Diskografi
- 2008 – Chaconne, musik: J. Anders Berggrén, text och uppläsning: Jan Wolf-Watz, Musik i Västernorrland

## Priser och utmärkelser
- 1998 – Katapultpriset för Södra Västerbottens kustland
- 2013 – Umeå novellpris för  I utkant. Av ögats exakthet